# Nuova Unione (socioliberali)
Nuova Unione (socioliberali) (in lituano Naujoji Sąjunga (socialliberalai) - NS) è stato un partito politico lituano di orientamento socioliberale fondato nel 1998.
Nel 2011 è confluito nel Partito del Lavoro.

## Storia
Si presenta per la prima volta alle elezioni parlamentari del 2000, quando risulta il secondo partito con il 19,6% dei voti e 28 seggi. NS dà quindi vita ad una coalizione di governo prima con l'Unione dei Liberali e di Centro e poi, nel 2001, con il Partito Socialdemocratico di Lituania (LDSP).
Alle elezioni presidenziali del 2004 il candidato dei socioliberali, Vilija Blinkevičiūtė, ottiene il 16,6% dei voti, senza riuscire ad accedere al ballottaggio. Alle successive elezioni parlamentari del 2004, il partito si presenta con LSDP nella coalizione Lavorando per la Lituania (UdL): la coalizione consegue il 20,7% dei voti, dimezzando la somma dei consensi raccolti complessivamente da NS e LSDP alle precedenti consultazioni. I seggi totali conseguiti dall'UdL sono 31, di cui 11 dalla Nuova Unione. NS e LSDP entrano nel nuovo governo guidato dai centristi del Partito del Lavoro (DP), risultato il primo partito. Nel 2006, dopo una crisi politica, NS e DP escono dal governo, che sarà costituito da LSDP, Unione dei Liberali e di Centro e Unione Popolare dei Contadini di Lituania.
In occasione delle elezioni parlamentari del 2008, la Nuova Unione ottiene solo il 3,6% dei voti e hanno eletto un solo deputato, Valerijus Simulik, che successivamente approderà ai socialdemocratici. Nel luglio 2011 il partito è confluito nel Partito del Lavoro, mentre una sua componente ha aderito all'Unione dei Liberali e di Centro.

## Risultati elettorali
| Elezione          | Voti    | %     | Seggi    |
| ----------------- | ------- | ----- | -------- |
| Parlamentari 2000 | 288.895 | 19,64 | 29 / 141 |
| Europee 2004      | 58.527  | 4,85  | 0 / 11   |
| Parlamentari 2004 | 246.852 | 20,65 | 31 / 141 |
| Parlamentari 2008 | 45.061  | 3,64  | 1 / 141  |
| 1.                |         |       |          |